# Mohpada
Mohpada (nota anche come Wasambe) è una suddivisione dell'India, classificata come census town, di 8.735 abitanti, situata nel distretto di Raigad, nello stato federato del Maharashtra. In base al numero di abitanti la città rientra nella classe V (da 5.000 a 9.999 persone).

## Geografia fisica
La città è situata a 18° 54' 35 N e 73° 10' 46 E.

## Società

### Evoluzione demografica
Al censimento del 2001 la popolazione di Mohpada assommava a 8.735 persone, delle quali 4.739 maschi e 3.996 femmine. I bambini di età inferiore o uguale ai sei anni assommavano a 1.364, dei quali 722 maschi e 642 femmine. Infine, coloro che erano in grado di saper almeno leggere e scrivere erano 6.612, dei quali 3.771 maschi e 2.841 femmine.